# Mario Salvadori
Mario George Salvadori (* 19. März 1907 in Rom; † 25. Juni 1997 in Manhattan, New York City) war ein italienisch-US-amerikanischer Bauingenieur, Architekt, Angewandter Mathematiker und Pädagoge. Er war Professor an der Columbia University.

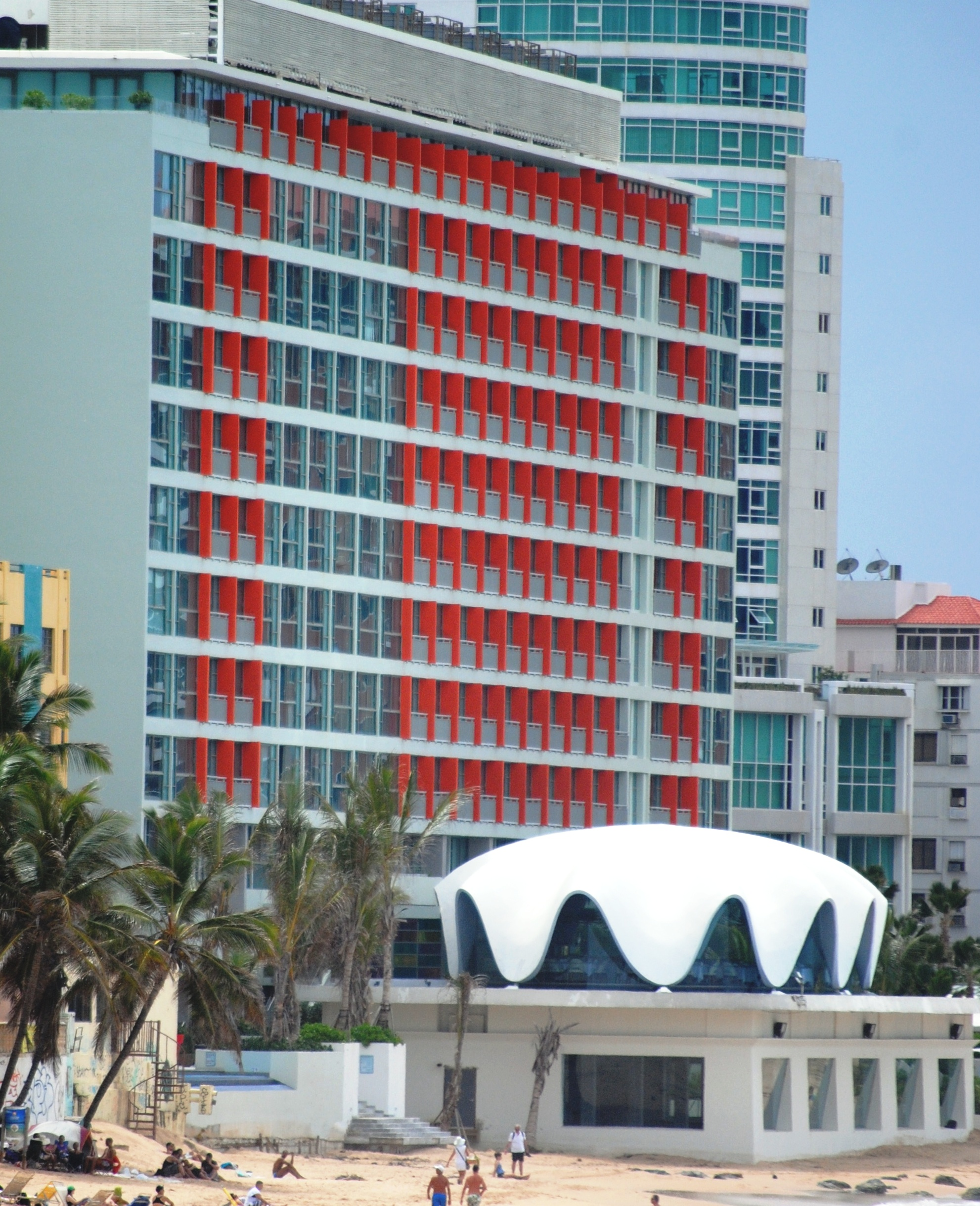
La Concha Resort in San Juan, Puerto Rico, Dachentwurf in Form einer Seemuschel von Salvadori

## Leben
Salvadoris Vater war Ingenieur bei einer Telefongesellschaft und dann für die Stadt Genua und in führender Position in einer spanischen Gas- und Elektrizitätsgesellschaft, weshalb Salvadori auch zeitweise in Madrid aufwuchs. Er studierte an der Universität Rom, an der er als Ingenieur (1930) sowie in Mathematik (1933) promoviert wurde. Er lehrte bis 1938 an der Universität Rom in der Ingenieursfakultät und im Institut für Anwendungen der Analysis seines Lehrers Mauro Picone. Dazwischen war er an der Universität London, wo er über Photoelastizität forschte. Er war gut mit Enrico Fermi bekannt, der ihm 1938 ein Stipendium in die USA verschaffte, um die ersten Versuche des Fernsehens zu studieren. Bei der Rückkehr verlor er seine Stellung an der Universität Rom. Nachdem die politische Situation für ihn untragbar wurde (seine Mutter war Jüdin und deren Familie Pressionen im faschistischen Italien ausgesetzt und Salvadori ein Gegner der Faschisten und Pazifist) ging er 1938 in die USA. Dort arbeitete er 1940 für eine Eisenbahngesellschaft (Lionel Trains in New Jersey) an Zugplänen und war ab 1940 zunächst in temporärer Stellung an der Columbia University. Während des Krieges forschte er im Zusammenhang mit dem Manhattan Project, wovon er aber aufgrund der Geheimhaltung zunächst nichts wusste. Er unterrichtete an der Columbia University mit einer Professur in der School of Architecture, Planning and Preservation ab 1959. Später war er James Renwick Professor für Bauingenieurwesen und Professor für Architektur. Außerdem war er ab 1954 im New Yorker Ingenieurbüro Weidlinger and Associates, wo er 1960 Partner und zeitweise Vorstandsvorsitzender wurde. Nach seiner Pensionierung 1991 war er Honorary Chairman.
Er ist bekannt als Autor von populärwissenschaftlichen Büchern und einführenden Lehrbüchern aus dem Themenbereich Architektur und konstruktivem Ingenieurbau. Er hatte einen Ruf als Angewandter Mathematiker und veröffentlichte auf diesem Gebiet ebenfalls mehrere Bücher. Er war bekannt als forensischer Ingenieur für die Untersuchung der Ursache des Versagens von Ingenieurskonstruktionen (von Entwurfsfehlern bis zu Erdbeben).
Salvadori war sich stets der sozialen Dimension der Architektur bewusst. Er war Gründer und Vorsitzender des Salvadori Educational Center on the Built Environment (SECBE), das dem City College of New York angegliedert war und Jugendliche an die Wissenschaft heranführte durch konkrete Erfahrungen an Brücken und anderen Bauwerken in ihrer Umgebung. Sein Engagement begann 1976, als er unterprivilegierte Kinder in Schulen in Harlem in Ingenieur-Fächern unterrichtete. Es erhielt später den Namen Salvadori Center.
1993 erhielt er die Hoover Medal von der ASCE und 1993 das Topaz Medallion for Excellence in Architectural Education des American Institute of Architects und der Association of Collegiate Schools of Architecture. Er war Mitglied der National Academy of Engineering und erhielt 1997 deren Founders Award. 1978 wurde er Ehrendoktor der Columbia University und erhielt 1991 deren Pupin Award. Außerdem war er Ehrendoktor der New School for Social Research (1991).
Salvadori war zweimal verheiratet und hatte einen Sohn.
Er wirkt auch als Übersetzer, zum Beispiel der Notizbücher von Leonardo da Vinci ins Englische und von Emily Dickinson ins Italienische. In seiner Jugend hatte er in Italien eine Studenten-Jazzband (er wollte auch ursprünglich Dirigent werden) und kletterte in den Dolomiten.

## Schriften
Bücher über Architektur und konstruktiven Ingenieurbau:
- Structural Design in Architecture, Prentice-Hall 1967, 2. Auflage 1981
- Statics and strength of structures, Prentice-Hall 1971
- mit Robert Heller: Structure in architecture: the building of buildings, Prentice-Hall 1963, 3. Auflage 1986
  - Deutsche Übersetzung: Tragwerk und Architektur, Vieweg/Teubner 1977
- Why Buildings Stand Up: the strength of architecture, Norton 1980
- mit Matthys Levy: Why Buildings Fall Down: how structures fail, Norton 1992, 2002 (Illustrationen von Levy)
- Building: the fight against gravity, New York: Atheneum 1979
- The art of construction: projects and principles for beginning engineers and architects, Chicago Review Press, 3. Auflage 1990
- mit Michael Tempel: Architecture and engineering: an illustrated teacher’s manual on why buildings stand up, New York Academy of Sciences 1983

Bücher über Mathematik in Architektur und Ingenieurwissenschaften:
- mit Melvin Baron: Numerical Methods in Engineering, Prentice-Hall 1952, 2. Auflage 1961
- mit John McCormick: Numerical methods in Fortran, Prentice-Hall 1964
- mit Ralph J. Schwarz: Differential equations in engineering problems, Prentice-Hall 1954
- Mathematical solution of engineering problems, McGraw Hill 1948
- Mathematics in Architecture, Prentice-Hall 1968

Sonstiges:
- mit Matthys Levy: Why The Earth Quakes, Norton 1995
- mit Matthys Levy: Earthquake games: earthquakes and volcanoes explained by 32 games and experiments, New York: McElderry Books 1997